# Marco Storari
Marco Storari, född 7 januari 1977 i Pisa, är en italiensk före detta fotbollsmålvakt. Han spelade under sin karriär bland annat för Milan.

## Karriär
Storari kom till AC Milan från FC Messina under transferfönstret i januari 2007.